# Dieter Ronte

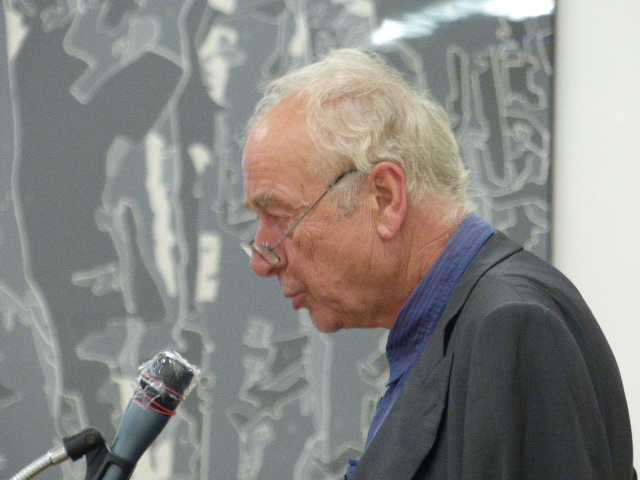
Dieter Ronte, 2020

Dieter Ronte (* 10. Januar 1943 in Leipzig) ist ein deutscher Kunsthistoriker. Er war Museumsdirektor in Wien, Hannover und Bonn.

## Leben
Ronte wurde als Sohn des Anglisten Heinz Ronte und seiner Ehefrau Liselotte Ronte, geb. Davisson geboren. Er studierte Kunstgeschichte, Archäologie und Romanistik in Münster, Pavia und Rom. 1968 heiratete er die Cellistin Barbara Hermann, aus der Ehe ging ein Sohn hervor. 1970 wurde er in Münster mit dem Thema „Die Nazarener und Dante“ zum  Dr. phil. promoviert. Von 1971 bis 1979 war er wissenschaftlicher Mitarbeiter am Wallraf-Richartz-Museum und am Museum Ludwig in Köln, zuletzt dort als Leiter der Grafischen Sammlung.
Von 1979 bis 1989 war Ronte Direktor des Museums Moderner Kunst in Wien und anschließend Direktor des Sprengel Museums Hannover. 1993 wurde er als Nachfolger von Katharina Schmidt zum Direktor des Kunstmuseums Bonn berufen. Für das Museum erwarb er die „Farbige Komposition II: Großer Blumenteppich“ von August Macke, sowie zahlreiche Werke der zeitgenössischen Kunst unter anderem von Gerhard Richter, Andreas Gursky und Katharina Grosse. Nach der 7,4 Mio. DM teuren Ausstellung Zeitenwenden 1999, die er gemeinsam mit Walter Smerlings Stiftung für Kunst und Kultur e. V. Bonn ausrichtete und die den gesamten damaligen Ausstellungsetat verschlang, musste sich das Museum allerdings von einem Baselitz-Gemälde (zur Abdeckung des entstandenen Minus von fast 2 Mio. DM) trennen.
Ende 2007 schied Ronte in Bonn aus Altersgründen aus, sein Nachfolger wurde Stephan Berg. Seither ist er freiberuflich als Experte für zeitgenössische Kunst und Museologie tätig. 2007 übernahm er als künstlerischer Leiter das neu eröffnete Frohner Forum in Krems an der Donau.
Ronte hatte seit 1980 Lehrverpflichtungen, unter anderem an der Akademie der Bildenden Künste Wien, an der Hochschule für angewandte Kunst Wien, ab 1990 an der Universität Hannover und seit 1993 an der Universität Bonn.
Der Kunsthistoriker lebt und arbeitet in Bonn und in Palma.

## Schriften
- Adolf Frohner: Werkbuch eines unruhigen Werkes. Graphische Sammlung Alberten, Residenz-Verlag, Wien/Salzburg 1980, ISBN 3-7017-0266-7.
- Wolf Vostell, Tauromaquie – Automaquie – Frauenmaquie. 1987–88. Chobot, Wien 1988, ISBN 3-900-346-15-1.[4]
- Ist Kunst vermittelbar? Ist Kunstvermittlung eine Kunst? Picus-Verlag, Wien 1998, ISBN 3-85452-364-5.
- (mit Karin A. von Rockes): Sprachen der Wüste. Languages of the Desert. Zeitgenössische arabische Kunst aus den Golfstaaten. Dumont, Köln 2005, ISBN 3-8321-7668-3.
- Christo and Jeanne-Claude: International Projects: The Wurth Museum Collection. Palgrave Macmillan, London 2005, ISBN 0-85667-597-0. (englisch)